# Strinù
Lo strinù è una salamella italiana, cotta alla piastra o alla brace e tipica delle valli bergamasche e della Val Camonica. Il suo nome deriva dal lombardo orientale strinàt, ovvero bruciato.

## Ingredienti dell'impasto
L'impasto è composto da carne suina  e bovina con l'aggiunta, per la concia, di sale, pepe, aglio, cannella, noce moscata, chiodi di garofano e vino.

## Preparazione
Lo strinù fresco deve essere tagliato nel senso della lunghezza e disteso sulla piastra o sulla graticola quindi portato a cottura sino alla quasi bruciatura della carne. Una volta cotto può essere mangiato in un panino (pà e strinù).
Seguendo la tradizione, le piastre vengono poi pulite con dell'aceto.